# Luetkenotyphlus brasiliensis
Luetkenotyphlus brasiliensis es una especie de anfibio gimnofión de la familia Caeciliidae. Es monotípica del género Luetkenotyphlus.
Habita en la provincia de Misiones (Argentina); en el Brasil, en el estado de São Paulo y en los de la zona de clima subtropical, que constituyen la Región Sur: Paraná, Santa Catarina y Río Grande del Sur. Tal vez habite también en el Paraguay.
Sus hábitats naturales se hallan en bosques de clima subtropical, pastos, plantaciones, jardines rurales, áreas urbanas y zonas previamente boscosas ahora muy degradadas.